# Moulinet (Lot-et-Garonne)
Moulinet is een gemeente in het Franse departement Lot-et-Garonne (regio Nouvelle-Aquitaine) en telt 217 inwoners (1999). De plaats maakt deel uit van het arrondissement Villeneuve-sur-Lot.

## Geografie
De oppervlakte van Moulinet bedraagt 14,8 km², de bevolkingsdichtheid is 14,7 inwoners per km².

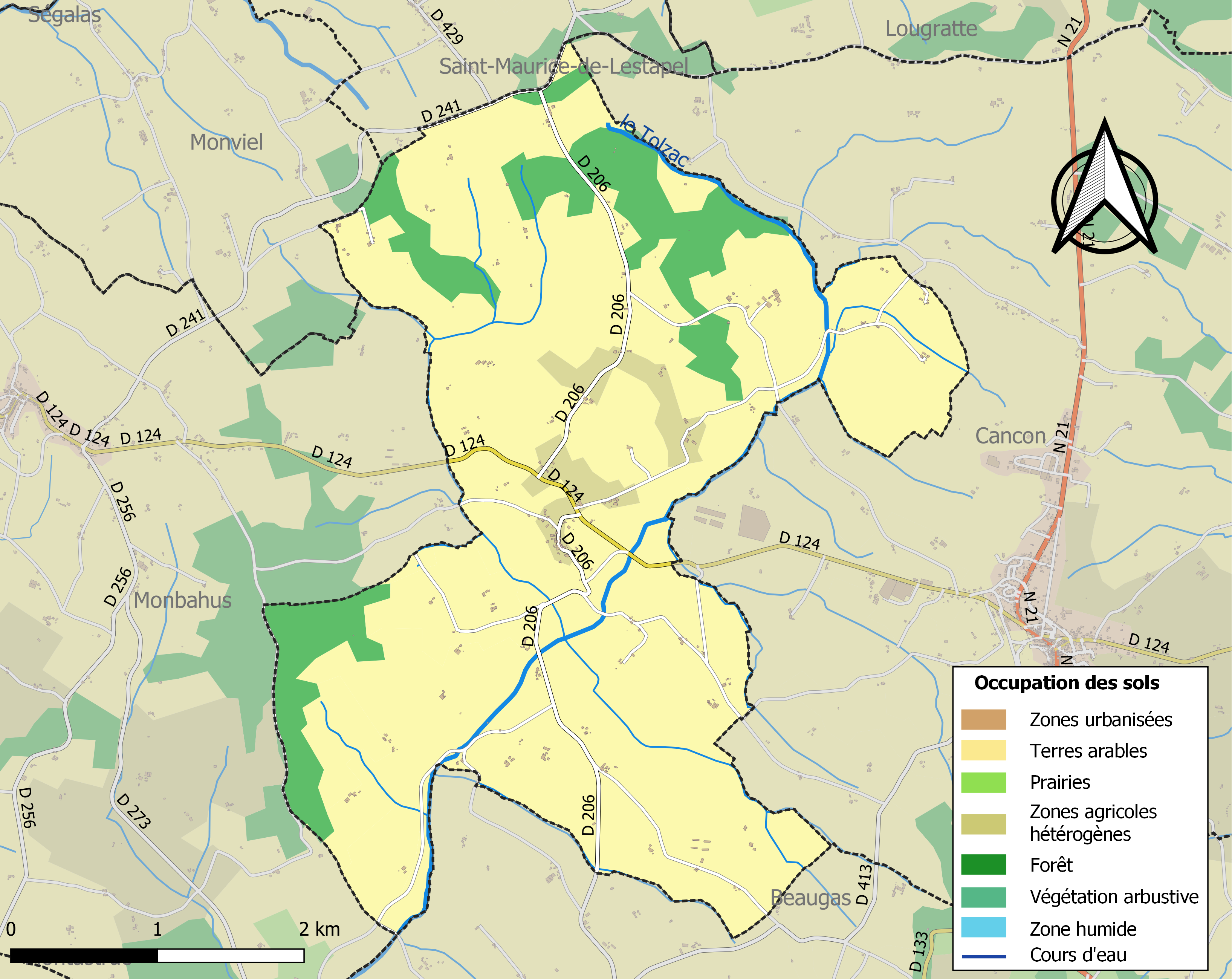
Kaart van de gemeente met de belangrijkste infrastructuur, bodemgebruik en omliggende gemeenten

## Demografie
Onderstaande figuur toont het verloop van het inwonertal (bron: INSEE-tellingen).